# Convenção Nacional Democrata de 2012

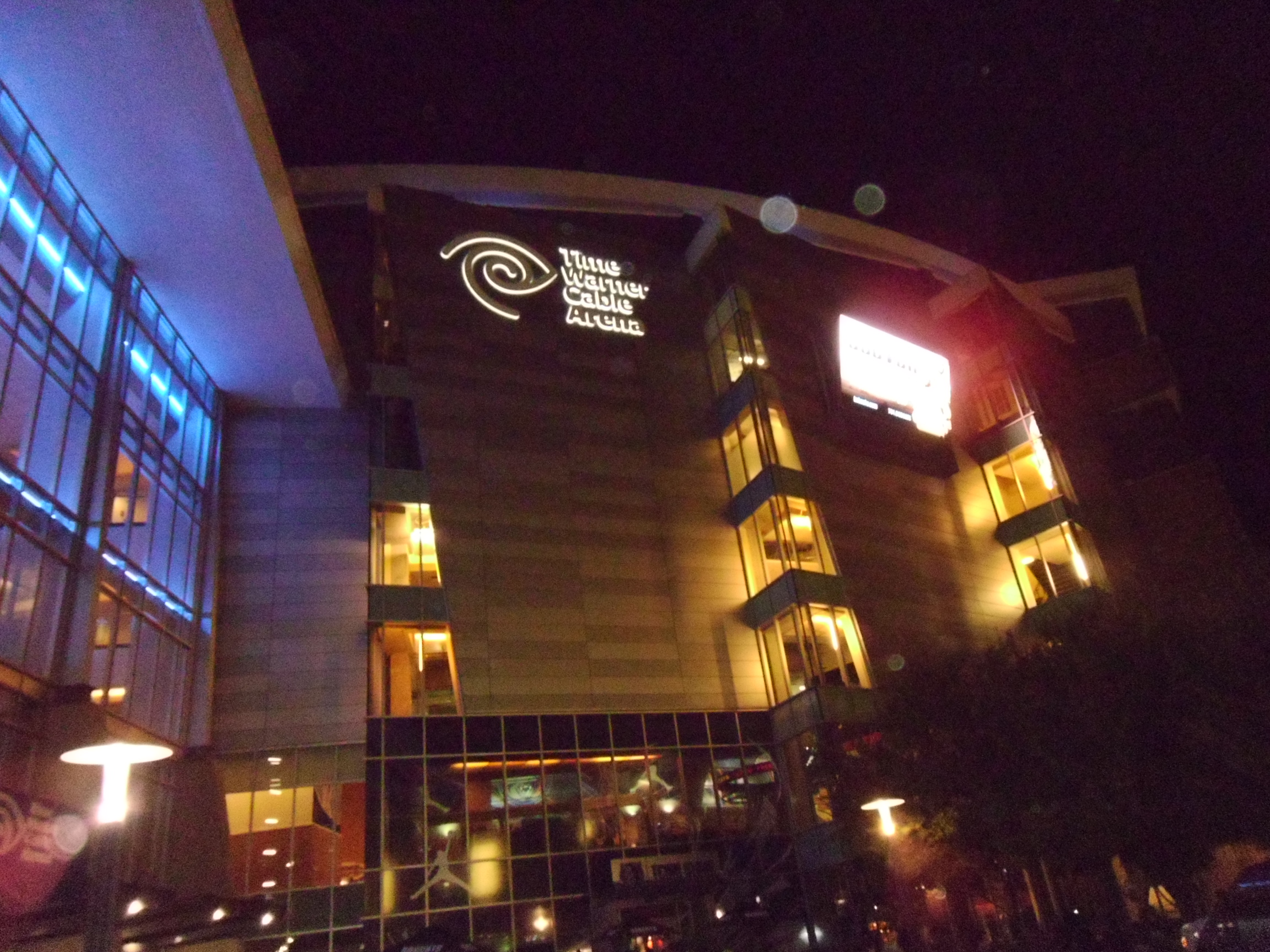
A arena TWC, onde foi a convenção.

A Convenção Nacional Democrata de 2012 será realizada entre os dias 3 de setembro a 6 de setembro de 2012,  a convenção irá ser realizada em Charlotte na Carolina do Norte.
A convenção irá escolher o candidato a presidente e vice-presidente que representará o partido na eleição geral de novembro.
O local que será realizada a convenção será o Time Warner Cable Arena, que têm capacidade de abrigar cerca de 20 mil pessoas.